# Di sản thế giới của Đường hành hương Santiago de Compostela ở Pháp
UNESCO đã chỉ định 78 công trình kiến trúc tập hợp gọi với tên Đường hành hương Santiago de Compostela ở Pháp là Di sản thế giới vào năm 1998. Phần lớn chúng là các di tích, nhà thờ hoặc bệnh viện cung cấp dịch vụ cho những người hành hương đến Santiago de Compostela ở Tây Ban Nha. Một số nơi hành hương khác là ở Pháp. Các cấu trúc khác còn có một tòa tháp, cổng thành và một cây cầu.

## Danh sách
Dưới đây là danh sách các công trình được UNESCO công nhận là Di sản thế giới được gọi với tên Đường hành hương Santiago de Compostela ở Pháp.
Auvergne-Rhône-Alpes
- Vương cung thánh đường Notre-Dame du Port, Clermont-Ferrand
- Nhà thờ chính tòa Le Puy, Le Puy-en-Velay
- Bệnh viện Dieu Saint-Jacques, Le Puy-en-Velay

Bourgogne-Franche-Comté
- Nhà thờ Đức Bà Sainte-Croix, La Charité-sur-Loire
- Nhà thờ Saint-Jacques của Asquins, Asquins
- Vương cung thánh đường Thánh Marie Madeleine, Vézelay (di sản thế giới năm 1979)

Centre-Val de Loire
- Nhà thờ chính tòa Bourges, Bourges (di sản thế giới năm 1992)
- Vương cung thánh đường Neuvy-Saint-Sépulchre

Grand Est
- Nhà thờ Đức Bà L'Épine, L'Épine, Marne
- Nhà thờ Đức Bà Vaux, Châlons-en-Champagne

Hauts-de-France
- Nhà thờ chính tòa Đức Bà Amiens, Amiens (di sản thế giới năm 1981)
- Nhà thờ giáo xứ Saint-Jean-Baptiste, Folleville

Île-de-France
- Tháp Saint-Jacques, Paris

Nouvelle-Aquitaine:
- Nhà thờ chính tòa Périgueux, Périgueux.
- Nhà thờ Saint-Avit-Sénieur.
- Tu viện cũ Le Buisson-de-Cadouin.
- Nhà thờ chính tòa Bazas, Bazas
- Vương cung thánh đường Saint-Seurin, Bordeaux
- Vương cung thánh đường Saint-Michel, Bordeaux
- Nhà thờ chính tòa Saint-André của Bordeaux, Bordeaux
- Tu viện Grande-Sauve, La Sauve
- Nhà thờ Saint-Pierre, La Sauve
- Nhà thờ Đức Bà Fin-des-Terres, Soulac-sur-Mer
- Nhà thờ Sainte-Quitterie, Aire-sur-l'Adour
- Tháp chuông Mimizan Mimizan
- Tu viện Saint-Jean, Sorde-l'Abbaye
- Nhà thờ Saint-Sever
- Nhà thờ chính tòa Saint Caprais, Agen
- Nhà thờ chính tòa Sainte-Marie của Bayonne, Bayonne
- Bệnh viện Saint-Blaise
- Cổng Saint Jacques, Saint-Jean-Pied-de-Port
- Nhà thờ chính tòa Sainte-Marie của Oloron-Sainte-Marie, Oloron-Sainte-Marie
- Nhà thờ Saint-Léonard, Saint-Léonard-de-Noblat
- Nhà thờ Sainte-Eutrope, Saintes, Charente-Maritime
- Tu viện hoàng gia Saint-Jean-Baptiste, Saint-Jean-d'Angély
- Nhà thờ Saint-Hilaire, Melle, Deux-Sèvres
- Nhà thờ Saint-Pierre, Aulnay, Charente-Maritime
- Nhà thờ Saint-Hilaire-le-Grand, Poitiers
- Bệnh viện cũ Pèlerins, Pons, Charente-Maritime

Normandie
- Mont-Saint-Michel (di sản thế giới năm 1979)

Occitanie
- Nhà thờ Tramesaygues, Audressein
- Nhà thờ và tu viện cũ, nhà thờ chính tòa Notre-Dame-de-la-Sède, cung điện đồng giám mục, Saint-Lizier
- Tu viện nhà thờ Saint Foy, Conques
- Cầu Dourdou de Conques, Conques
- Cầu Pont-Vieux, Espalion
- Cầu bắc qua sông Lot, Estaing, Aveyron
- Cầu bắc qua sông Boralde, Saint-Chély-d'Aubrac
- Nhà thờ chính tòa Saint-Bertrand-de-Comminges, Saint-Bertrand-de-Comminges
- Vương cung thánh đường Paleo-Christian, nhà nguyện Saint-Julien, Saint-Bertrand-de-Comminges
- Vương cung thánh đường St. Sernin, Toulouse
- Hôtel-Dieu Saint-Jacques, Toulouse
- Nhà thờ Saint-Just, Valcabrère
- Nhà thờ chính tòa Auch, Auch
- Cầu Artigue hoặc Lartigue, Beaumont/Larressingle
- Nhà thờ Saint-Pierre, La Romieu
- Nhà thờ chính tòa Saint-Étienne de Cahors, Cahors
- Cầu Valentré, Cahors
- Mộ đá Pech-Laglaire, Gréalou
- Bệnh viện Saint-Jacques, Figeac
- Nhà thờ Saint-Sauveur và hầm mộ Saint-Amadour, Rocamadour
- Nhà nghỉ chân Plan và nhà nguyện Notre-Dame- de-l'Assomption, Aragnouet
- Nhà thờ giáo xứ Gavarnie
- Nhà thờ Saint-Laurent, Jézeau
- Nhà thờ Cotdussan, Ourdis-Cotdoussan
- Nhà thờ Đức Bà Bourg, Rabastens
- Tu viện và nhà thờ Saint-Pierre, Moissac
- Tu viện cũ Gellone, Saint-Guilhem-le-Désert
- Cầu Pont du Diable, Saint-Jean-de-Fos/Aniane
- Tu viện Saint-Gilles, Saint-Gilles, Gard

Provence-Alpes-Côte d'Azur
- Arles